# Coliseo El Salitre
El Coliseo Cubierto El Salitre es el escenario más importante de la Unidad Deportiva El Salitre, ubicada al occidente de la ciudad de Bogotá, capital de Colombia. El Coliseo fue inaugurado en 1973 y actualmente cuenta con capacidad para albergar a 6000 espectadores. En este escenario se efectúan principalmente compromisos deportivos ligados con los deportes bajo techo, como el baloncesto, voleibol, bádminton, tenis de mesa, karate, Taekwondo esgrima y Futsal  entre otros.
En el 2011 se desarrolló el X Campeonato Mundial de Futsal de la AMF, siendo este el principal escenario durante el desarrollo del torneo donde se disputaron, entre otros partidos, la final y el partido por el tercer puesto.

## Conciertos
En el lugar también se han realizado conciertos, entre los cuales se destacan:
| Artista | Fecha                    |
| --- | ------------------------ |
| La Pestilencia | 20 de noviembre de 1992  |
| 1280 Almas, Sonora Cien Fuegos, Bombalacran, Sagrada Escritura, Ultrágeno, Elefantes, Morfonía, Las policarpa y La Derecha | 20 de noviembre de 1992  |
| Helloween | 26 de septiembre de 2003 |
| Morbid Angel y Masacre | 11 de septiembre de 2004 |
| Cradle of Filth, Awaken, Koyi K Utho y Liturgia                                                                            | 29 de septiembre de 2004 |
| Rata Blanca y Kraken | 6 de diciembre de 2007   |
| P.O.D. | 4 de diciembre de 2008   |
| Mägo de Oz | 18 de noviembre de 2010  |